# 950 Ahrensa
950 Ahrensa
950 Ahrensa là một tiểu hành tinh bay quanh Mặt Trời.